# Condado de Benton (Arkansas)
El condado de Benton (en inglés: Benton County) es un condado del estado estadounidense de Arkansas. En el censo de 2000 tenía una población de 153 406 habitantes. La sede del condado es Bentonville. Fue fundado el 30 de septiembre de 1836 y nombrado en honor a Thomas Hart Benton, un senador de Misuri. Es parte del área metropolitana de Fayetteville–Springdale–Rogers.

## Geografía
Según la Oficina del Censo, el condado tiene un área total de 2280 km² (880 sq mi), de la cual 2191 km² (846 sq mi) es tierra y 89 km² (434 sq mi) (3,89%) es agua.

### Condados adyacentes
- Condado de Barry, Misuri (norte)
- Condado de Carroll (este)
- Condado de Madison (sureste)
- Condado de Washington (sur)
- Condado de Adair, Oklahoma (suroeste)
- Condado de Delaware, Oklahoma (oeste)
- Condado de McDonald, Misuri (noroeste)

### Áreas nacionales protegidas
- Logan Cave National Wildlife Refuge
- Ozark-St. Francis National Forest
- Pea Ridge National Military Park

## Transporte
El Aeropuerto Regional Northwest Arkansas, el segundo aeropuerto más importante del estado, se encuentra en Highfill

### Autopistas importantes
- Interestatal 49
- U.S. Route 62
- U.S. Route 71
- U.S. Route 412
- Ruta Estatal de Arkansas 12
- Ruta Estatal de Arkansas 16
- Ruta Estatal de Arkansas 43
- Ruta Estatal de Arkansas 59
- Ruta Estatal de Arkansas 72
- Ruta Estatal de Arkansas 94
- Ruta Estatal de Arkansas 102

## Demografía
| Race                 | Number  | Percentage |
| -------------------- | ------- | ---------- |
| Blancos (no-Hispano) | 191,761 | 71.34%     |
| Negros (no-Hispano)  | 4,523   | 1.59%      |
| Nativos              | 3,799   | 1.34%      |
| Asiático             | 13,602  | 4.78%      |
| Isleño del Pacífico  | 2,598   | 0.91%      |
| Otra                 | 17,510  | 6.16%      |
| Hispano o Latino     | 50,540  | 17.61%     |

En el  censo de 2000, hubo 153 406 personas, 58 212 hogares, y 43 484 familias residiendo en el condado. La densidad poblacional era de 181 personas por milla cuadrada (70/km²). En el 2000 había 64 281 unidades unifamiliares en una densidad de 76/km² (29/sq mi). La demografía del condado era de 90,87% blancos, 0,41% afroamericanos, 1,65% amerindios, 1,09% asiáticos, 0,08% isleños del Pacífico, 4,08% de otras razas y 1,82% de dos o más razas. 8,78% de la población era de origen hispano o latino de cualquier raza. 
La renta per cápita promedia para un hogar del condado era de $40 281, y el ingreso promedio para una familia era de $45 235. En 2000 los hombres tenían un ingreso per cápita de $30 327 versus $22.469 para las mujeres. La renta per cápita para el condado era de $19 377 y el 10,10% de la población estaba bajo el umbral de pobreza nacional.

## Corporaciones en el condado de Benton
- Wal-Mart tiene su sede en Bentonville.
- Daisy Outdoor Products opera desde Rogers.
- La sede de J. B. Hunt se localiza en Lowell.
- Tyson Foods tiene su sede en Rogers.

## Ciudades y pueblos
| - Avoca - Bella Vista - Bentonville - Bethel Heights - Cave Springs - Centerton | - Decatur - Elm Springs - Garfield - Gateway - Gentry - Gravette | - Highfill - Little Flock - Lowell - Pea Ridge - Prairie Creek - Rogers | - Siloam Springs - Springtown - Sulphur Springs - War Eagle |